# 趙慧真
趙慧真（韓語：조혜진，1990年6月15日—），韓國女演員、模特兒，曾使用朱佳恩、韓宥伊作為藝名活動。

## 個人生活
2020年5月，與交往五年的舞台劇演員金東輝結婚，同年誕下一子。

## 演出作品

### 電視劇
- 2010年：MBC《惡作劇之吻》飾演 高秀智（第4集）
- 2011年：KBS《Dream High》飾演 嘲笑尹白熙二女中的一個（第1集）
- 2011年：SBS《Midas》飾演 劉美蘭
- 2011年：KBS《Drama Special－和平公主減肥記》
- 2012年：SBS《時尚王》飾演 申正雅
- 2013年：SBS《案件編號113》飾演 殷慧里
- 2013年：SBS《好好長大的女兒荷娜》飾演 薛道恩
- 2014年：KBS《我的愛屬於你》飾演 李智愛
- 2014年：SBS《你們被包圍了》飾演 姜錫順（青年）
- 2015年：SBS《Remember－兒子的戰爭》飾演 朴敏熙
- 2016年：OCN《吸血鬼偵探》飾演 茱蒂
- 2016年：O'live（朝鲜语：올'리브）《貓生肖廚師》飾演 姜敏京
- 2017年：MBC《逆賊：偷百姓的盜賊》
- 2017年：KBS《那女人的大海》飾演 鄭世英
- 2018年：tvN獨幕劇《Drama Stage - 拳手崔江順》[3]

### 電影
- 2018年：《回來吧，釜山港之愛》

### MV
- 2006年：金賢貞《堅強起來賢貞啊》
- 2008年：高有鎮《Hi five》
- 2008年：As One《Kiss Me》
- 2008年：朴慧京《愛情和友情之間》
- 2012年：朴明洙＆鄭燁《是夢吧》

## 外部連結
- 趙慧真的Instagram帳戶
- 趙慧真在NAVER上的资料
- 趙慧真在Daum上的资料